# Ciampel
Ciampel is een bestuurslaag in het regentschap Brebes van de provincie Midden-Java, Indonesië. Ciampel telt 2925 inwoners (volkstelling 2010).